# 惠更斯号

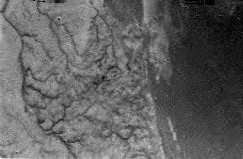
发布的第一张图像，距离地面16km處拍攝，图中展现了河和可能是海岸线的地貌

惠更斯号（Huygens）是卡西尼-惠更斯号的一个组成部分，其也是人类第一个登陆土卫六的探测器。卡西尼—惠更斯号是美国国家航空航天局、欧洲空间局和意大利航天局的一个合作项目，主要任务是对土星系进行空间探测。惠更斯号探测器以荷兰物理学家、天文学家和数学家惠更斯的名字命名，其任务是深入土卫六的大气层，对土星最大的卫星土卫六进行实地考察。1997年11月15日卡西尼-惠更斯号太空船发射上天。惠更斯号与卡西尼号在2004年12月25日圣诞节分离，2005年1月14日ESA宣布惠更斯号成功登陆土卫六，在着陆后惠更斯号与卡西尼号进行了近十分钟的联系，最终因电池耗尽而于当日结束历史使命。

## 简介
惠更斯号的任务是调查土星的卫星土卫六的云、大气层以及表面地貌状况。惠更斯号被设计成一个能够突破进入土卫六的大气层，并且执行一系列机器指令以展开降落伞的探测器。惠更斯号探测器系统包括到达土卫六表面的探测器，以及一个探测器支持系统(PSE)，这个系统可以令探测器维持运行在设定轨道上。PSE包括电子跟踪器件，登陆数据搜集恢复器以及一个传输處理数据到轨道的传送器，传送器将数据传送或“下行”到地球。
2004年12月25日，“惠更斯”号脱离了位于环土星轨道的母船卡西尼号，飞向土卫六以完成它的使命。在这段时间里，“惠更斯”号仍旧处于“睡眠”的状态，其内部已停止了工作，直至抵达土卫六前几小时才被唤醒。
“惠更斯”号重319公斤，外形像一个贝壳，前部有一个防热盾，配备有三个降落伞，用于降落过程。
在距离土卫六表面1200公里时，“惠更斯号”将以2.2万公里/时的速度冲向土卫六表面。“惠更斯”号前部的防热盾可以起到保护作用，避免下降时与大气剧烈摩擦而被烧毁。约在距土卫六地表面190公里处，探测器和防热盾分离。在距表面170公里处，探测器减速到每小时1400公里。此后，探测器分别打开了三个降落伞。在距离土卫六表面几百米处，探测器会打开探照灯，照亮土卫六地表物体。
在兩個半小時降落过程中，“惠更斯”号的儀器拍下了土衞六表面情況、量度風速及壓力，以及分析大氣層氣體，這些采集到的数据會传回母船卡西尼号探测器上。

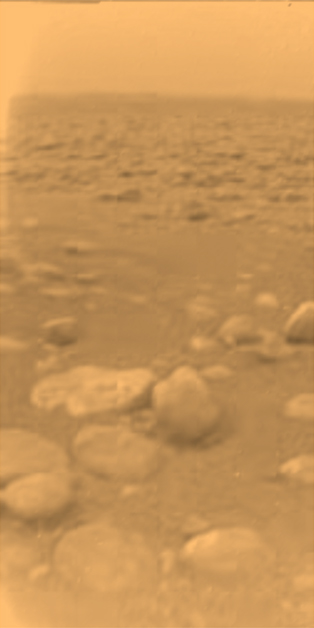
欧洲空间局惠更斯探测器登陆土卫六後拍攝的第一张照片，它在拍攝完照片的数分钟后永远地停止了工作

惠更斯号于2005年1月14日登陆土卫六，降落在了一片固体陆地上，并在著陸后拍摄了人类历史上第一张土卫六表面照片。它在降落过程中与卡西尼号进行了近3个小时的传输沟通，着陆10分钟后停止传输数据。惠更斯号在土卫六上“存活”了90分钟后终止工作，结束了自己的历史使命。而母船卡西尼号在惠更斯号停止工作后，依然要对土星进行探测。

## 登陆地点
探测器降落在土卫六表面的10°34′23″S 192°20′06″W / 10.573°S 192.335°W处。

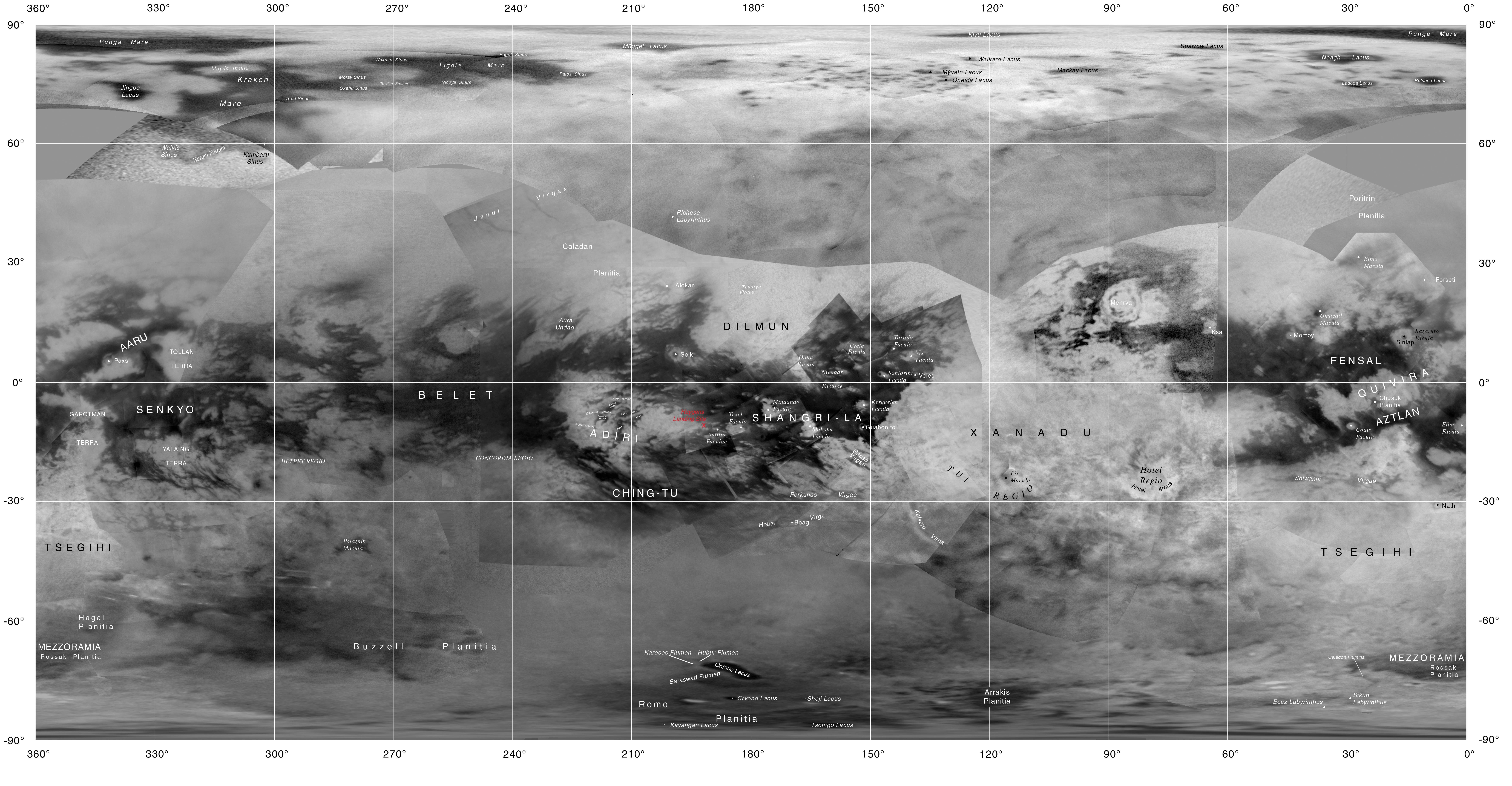
红十字标志着'惠更斯'的着陆点。右边的明亮区域是上都地区。

## 另見
- 惠更斯
- 卡西尼-惠更斯号
- 卡西尼号